# Império Ideal
Império Ideal é uma escola de samba de Fortaleza, fundada em 1949. 
Desfilou em todos os carnavais de rua da cidade e já ganhou mais de dez premiações. Em 2001, foi vice-campeã, com o enredo "De Az a Reis, foi assim que cheguei", que fala sobre a simbologia das cartas do baralho. Em 2002, eles prepararam o enredo "Mucuripe, o morro da alegria", inspirados no livro Mucuripe, de Vicente Pinzon a Padre José Nilson, do jornalista Blanchard Girão.

## Carnavais
| Ano  | Colocação   | Grupo    | Enredo                                                       | Ref.                |
| ---- | ----------- | -------- | ------------------------------------------------------------ | ------------------- |
| 2001 | Vice-campeã | Especial | De Az a Reis, foi assim que cheguei                          | [ 3 ]               |
| 2002 |             | Especial | Mucuripe, o morro da alegria                                 | [ 3 ]               |
| 2003 |             | Único    | Fortaleza Belle Époque - Quando a Loura foi Francesa         | [ 4 ]               |
| 2005 | Vice-campeã | Único    | Do Sul da África à Terra da Luz                              | [ 5 ] [ 6 ]         |
| 2009 |             | Único    | Patativa do Assaré - Poema Nordestino sim, Nordestinado, não | [ 7 ]               |
| 2011 | 3º lugar    | Único    |                                                              | [ 8 ]               |
| 2012 | 3º lugar    | Único    | Lendas, Cantos, Mitos e Mistérios de Taruacá                 | [ 9 ] [ 10 ] [ 11 ] |
| 2013 | 3º lugar    | Único    |                                                              | [ 12 ]              |